# Doble Bragado de 2025
La 88.º edición de la Doble Bragado se disputó del 27 al 30 de marzo de 2025, constó de cinco etapas de las cuales una estuvo dividida en doble fórmula con una contrarreloj individual a la mañana y una etapa en circuito por la tarde, el recorrido general tuvo una distancia total de 500 km.

## Etapas
| Etapa | Fecha       | Recorrido             | Km  | Ganador             | Líder               |
| 1.ª   | 27 de marzo | Circuito en Chivilcoy | 110 | Leonardo Cobarrubia | Leonardo Cobarrubia |
| 2ª    | 28 de marzo | Chivilcoy - Pergamino | 160 | Valentín Correa     | Sebastián Tolosa    |
| 3ª    | 29 de marzo | Pergamino             | 10  | Leonardo Cobarrubia | Nicolás Traico      |
| 4ª    | 29 de marzo | Circuito en Pergamino | 114 | Julián Barrientos   | Nicolás Traico      |
| 5ª    | 30 de marzo | Circuito en Bragado   | 110 | Leonardo Cobarrubia | Nicolás Traico      |

## Clasificación final
| Posición | Ciclista            | Equipo           | Tiempo |
| -------- | ------------------- | ---------------- | ------ |
|          | Nicolás Traico      | GB Bicicletas    | h ' "  |
| 2        | Sebastián Tolosa    | Pueblos y Campos | + "    |
| 3        | Octavio Salmón      | Giant            | + "    |
| 4        | Leonardo Cobarrubia | SEP San Juan     | + "    |
| 5        | Facundo Bazzi       | Cámaras Colla    | + "    |